# Commatiida
Commatiida é uma ordem de organismos unicelulares heterocontes pertencentes à classe Raphidophyceae s.l.. A ordem Commatiida é um táxon monotípico que tem Commatiidae Cavalier-Smith, 2013 como única família. Esta família é também monotípica tendo como único género Commation Thomsen & Larsen, 1993.